# Yeseria

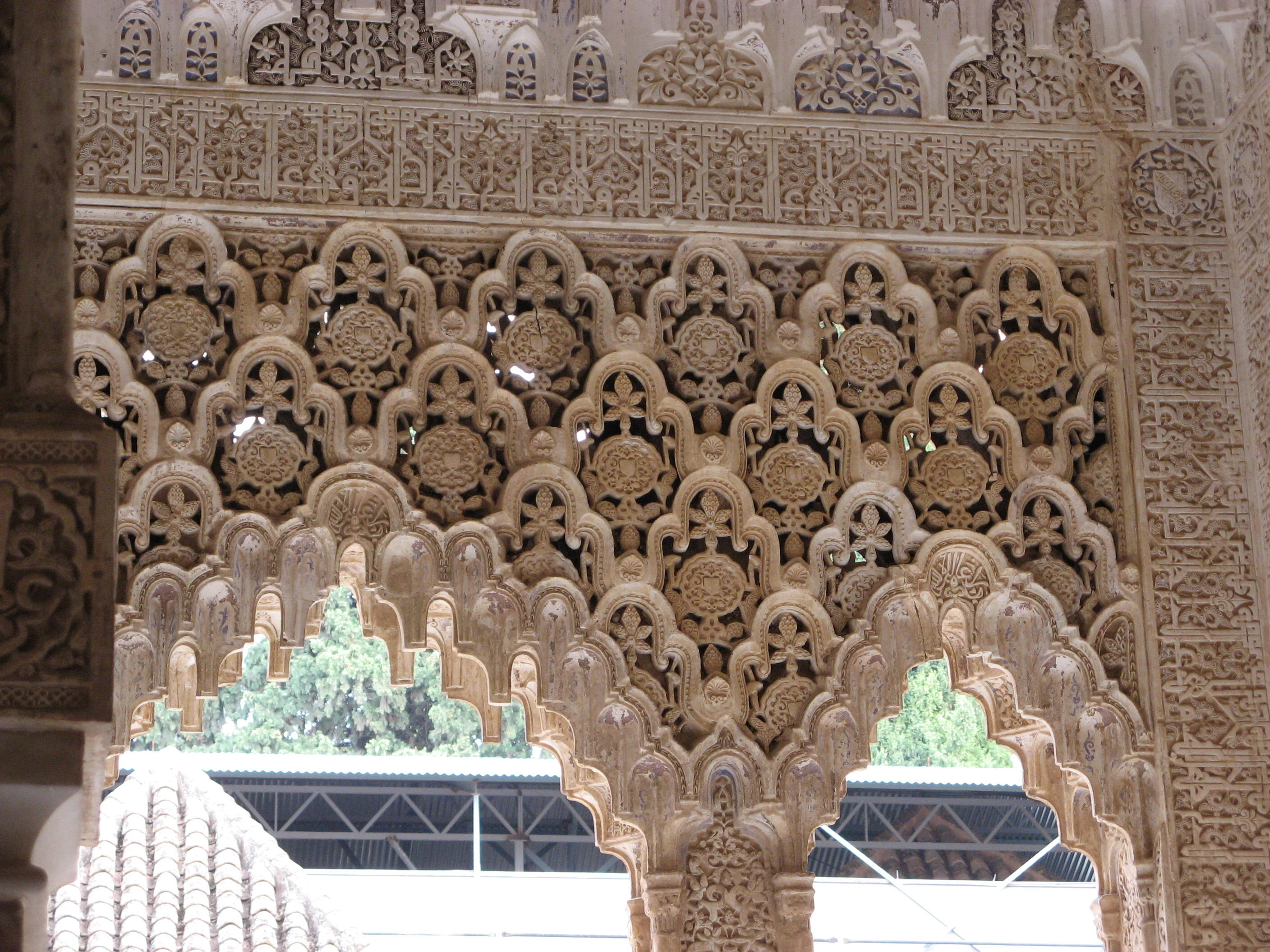
Dekoracja w typie yeseria. Alhambra, Hiszpania

Yeseria - typ dekoracji pochodzącej z kultury islamskiej opierający się na wątkach geometrycznych lub motywie stalaktytu, najczęściej wykonywany w stiuku, rzadziej jako malowidło iluzjonistyczne.